# صابر الرباعي
صابر الرباعي (13 مارس 1967 -)، مغني تونسي. لقِّب بأمير الطرب العربي.

## حياته الفنيه
ولد في صفاقس وهو أصغر إخوته تعلم من والدته الغناء ومن والده العزف على العود. لكنّ شغف صابر بالغناء بدأ عندما اختير في الشّبيبة المدرسية، فسافر مع مدرسته إلى العراق وهو بعمر الحادية عشرة، قدم أغاني تراثية وحصلوا على المركز الأول، إشترى بالمال الذي فاز به آلة كمنجة وهي التي علمته الزحلقة على صوته.
عام 1984 شارك ببرنامج نادي المواهب وغنى أغنية تونسية بعنوان «خليك آه يا ليل» وحصل على المركز الأول.
قرر دراسة الموسيقى لينمّي موهبته، فهو يرى أن الفنان ليس أداء فقط لكنه فكر، فدرس في المعهد العالي للفنون في تونس سبعة سنوات اختصاص عود بجانب إجادته لآلة الكمان.
سافر إلى مصر ودخل امتحان الإذاعة المصرية وكانت اللجنة تتكون من ملحنين أمثال حلمي بكر وصلاح الشرنوبي وسيد مكاوي فَغني أغنية موسيقار الأجيال محمد عبد الوهاب "النيل نجاشي" وهو مغمض العينين وعندما إنتهى وفتح عينيه وجد الجميع يصفق ويبكي، وعندها قال حلمي بكر:
 "
كان دائماً يبحث عن الأصالة والرقي في أعماله.
أطلق أول ألبوماته عام 1991 وشارك بمهرجان قرطاج لأول مرة عام 1994
حصل على جائزة الميكرفون الذهبي في تونس عام 1997 عن أغنية «صرخة» التي أثارت ضجة كبيرة في الأوساط التونسية.
كان التعاون مع المنتج اللبناني علي المولى بداية الانطلاقة العربية حيث أصدر ألبومات متنوعة بأغاني لبنانية ومصرية وتونسية وخليجية مثل «حيروني» و «ياللي بجمالك» من كلمات وألحان ايلي شويري و«يا أمي» و «ولا كلمة» (اللتين لحنهما صابر) و «أتذكرك» من ألحان الفنان عبد الرب ادريس.

### حياته الأسرية
تزوج للمرة الأولى من التونسية «سلمية الفقيه» الحائزة على دكتوراه في الإدارة والتسويق ومديرة فرع لأحد المصارف في تونس بعد قصة حب ورزق منها بولد وبنت «إسلام» و«صفاء» ثم انفصلا، وبعد ثلاث سنوات في مارس 2013 تم الطلاق بعد أن فشلت المحكمة بالمصالحة بينهما لكون صابر هو من طلبه. وفي صيف 2013 تزوج بزوجته الثانية التونسية «إخلاص جنيفان» ورزق سنة 2014 بإبنه الأصغر «جود هادي» وفي نوفمبر 2016 رزق بإبنه الثاني «أمير» وفي مايو 2020 رزق بابنته الخامسة «شابّة»

## الجوائز والألقاب
- أطلقت مجلة شاشتي المصرية على صابر الرباعي لقب أمير الطرب العربي عام 2007 .

حصل صابر على العديد من الجوائز أهمها:
- الميكرفون الذهبي سنة 1997 عن أغنية «صرخة».
- أفضل عمل في تونس سنة 2003 على أغنيته الشهيرة والمحبوبة من الجميع «خلص تارك».
- أفضل مطرب عربي في لبنان سنة 2004 عن ألبوم «أتحدى العالم».
- أفضل مطرب عربي في لبنان سنة 2006 عن ألبوم «أجمل نساء الدنيا».
- أول فناني جيله (والرابع بعد عبد الحليم حافظ وكوكب الشرق أم كلثوم ووردة الجزائرية) الذي يغنّي على مسرح الأولمبيا الشهير في باريس سنة 2008.
- أفضل مطرب عربي في الموريكس دور سنة 2012 عن «ألبوم صابر 2011» و «عدّ حبايبك» كأفضل أغنية عربية.
- أفضل مطرب عربي في مهرجان بياف سنة 2015 .

تلقى النجم صابر الرباعي تكريما رفيع المستوى في بلده الأم تونس، بعدما قررت وزارة الشباب التونسية تسليمه درع تقديري في قرطاج بتاريخ 19 كانون الأول – ديسمبر 2010.
ويأتي تكريم صابر الرباعي في قرطاج بعد النجاح الكبير الذي حققه ضمن فعاليات مهرجان قرطاج الدولي خلال فصل صيف 2010 حيث إضطر لإحياء حفلين بدل الحفل الواحد، وكلٌّ منهما إمتلأت مدرجاته بجمهور فاق عدده الـ15 ألف شخص في كل حفل.
في بداية سنة ال 2019، أقيم حفل توزيع جوائز "مهرجان الضيافة” بدبي DIAFA، وحمل أكبر حفل تكريمي في العالم العربي هذه السنة اسم سيدة الغناء العربي “أم كلثوم”. حيث تمّ تكريم ممثّل تونس في هذا الحفل النجم صابر الرباعي، وكُرّم كأكثر الشخصيات المؤثّرة في العالم العربي في مجال الفن.
أثناء الجولة الصيفية لأمير الطرب العربي صابر الرباعي وخلال إحيائه حفلاً غنائياً ضمن «مهرجان الكازيف» في الجزائر قام وزير الثقافة الجزائري عز الدين ميهوبي بتكريم الفنان صابر الرباعي على المسرح بعد إنتهاء وصلته الغنائية التي دامت ساعتين من الطرب والفن الأصيل.

### تعيينه سفيرا لليونسف وللشباب العرب
في أكتوبر 2009 اختارت اليونيسيف صابر سفيرًا للنوايا الحسنة من بلاد المغرب العربي. وعمل بناء على منصبه الجديد، على تنفيذ مشاريع إنسانية متعددة 
في ديسمبر 2015 قررت الأمانة العامة لملتقى الإعلاميين الشباب العرب السنوي تعيين الفنان التونسي صابر الرباعي «سفيرا للفنانين الشباب العرب لعام 2016» خلفًا للفنانة الإماراتية أحلام، التي حصلت على اللقب في عام 2015.
الشعراء والملحنون
تعامل صابر الرباعي مع كبار الشعراء والملحنين العرب ومنهم محمد ضياء - خالد البكري - ناصر الجيل وغيرهم 

### تعيينه عرابا لأيام قرطاج الموسيقية
شارك صابر الرباعي صناع مهرجان أيام قرطاج الموسيقية في بلّورة تصوراتهم وأفكارهم لتطوير الحدث الفني وإثراء المشهد الموسيقي في تونس.
وعبّر الرباعي في كلمة ألقاها خلال حفل الافتتاح عن فخره بالمشاركة في التظاهرة الموسيقية.
وقال: "لست معتاداً على إعتلاء المسرح لإلقاء كلمة، لأنني إعتدتُ الوقوف على المسرح لأغني، لكن اليوم شرّفني كفنان تونسي أن أكون "عرّاب المهرجان".

### تعيينه نقيباً للفنانين التونسيين
في 31 ديسمبر 2020 تم انتخابه نقيباً للفنانين التونسيين

## أعماله

### قائمة الألبومات
- (2019): صابر 2019 [16]
- (2014): أجمل مختصر
- (2011): صابر 2011
- (2009): واحشني جدا
- (2007): الغربة
- (2006): أجمل نساء الدنيا
- (2004): اتحدي العالم
- (2003): شارع الغرام
- (2001): عللي جري
- (2001): خلص تارك
- (1998): حيروني
- (2000): سيدي منصور
- (1994): يا الله
- (1992): رحت وجيت
- (1991): ياللي بجمالك

### فيديو كليبات
| الأغنية                   | المخرج                                              |
| ------------------------- | --------------------------------------------------- |
| رحت وجيت                  |                                                     |
| أتذكرك                    | حسين دعيبس                                          |
| يلي بجمالك                | رياض الكعبي                                         |
| حيروني                    | حسين دعيبس                                          |
| سيدي منصور                | طوني قهوجي                                          |
| عز الحبايب                | طوني قهوجي                                          |
| يا أمتي                   | محمد العجمي                                         |
| علي جرى ديو مع أصالة نصري | (حفلة)                                              |
| خلص تارك                  | هادي الباجوري                                       |
| الدنيا                    | حسين دعيبس النسخة الأولى ،طوني قهوجي النسخة الثانية |
| برشا برشا                 | باسم كريستو                                         |
| لملمت أوراقي              | حسين دعيبس                                          |
| عزة نفسي                  | وليد ناصيف                                          |
| ببساطة                    | هادي الباجوري                                       |
| أتحدى العالم              | هادي الباجوري                                       |
| أجمل نساء الدنيا          | هادي الباجوري                                       |
| روح الله يحميك            | وليد ناصيف                                          |
| مثلت الحب                 | وليد ناصيف                                          |
| يا أغلى                   | عادل سرحان                                          |
| ضاقت بيك                  | سعيد الماروق                                        |
| خلوني                     | فادي حداد                                           |
| على نار                   | عادل سرحان                                          |
| عد حبايبك                 | فادي حداد                                           |
| يا عسل                    | فادي حداد                                           |
| لا أنت حارس هالنجوم       | يعقوب المهنا                                        |
| كش ملك                    | فادي حداد                                           |
| من زجاج                   | يعقوب المهنا                                        |
| أجمل مختصر                | وليد ناصيف                                          |
| اللي إختشو ماتو           | وليد ناصيف                                          |
| يلي خليتوا الهوا          | وليد ناصيف                                          |
| مالي ومال الناس           | أحمد المهدي                                         |
| تسلملي هالطلة             | أحمد المهدي                                         |
| جرحي ما شفي               | وليد ناصيف                                          |
| ما تخفش مني               | وليد ناصيف                                          |
| أين أذهب                  | وليد ناصيف                                          |
| باي باي                   | وليد ناصيف                                          |
| كلام في سرك               | ياسر سامي                                           |
| عسى يومي                  | وليد ناصيف                                          |
| ليلة من العمر             | وليد ناصيف                                          |
| قصيدة الرجل الثاني        | وليد ناصيف                                          |
| المعطف                    | وليد ناصيف                                          |
| السهرة صباحي              | ساري منير                                           |

### أغاني منفردة
- (2014): كش ملك (كلمات: آل وسام، ألحان: باسل العزيز، توزيع: حسام كمال)
- (2015): كبرتكم (كلمات: رضا شعير، ألحان: صابر الرباعي، توزيع: قيس المليتي)
- (2016): وقت الشدة (كلمات: ناصر الجيل، ألحان: صابر الرباعي، توزيع: رفيق عاكف)
- (2016): مالي ومال الناس (كلمات: عبد الرحمان الأبنودي، ألحان: د.طلال، توزيع: محمد مصظفى)
- (2016): أنا بحن: كلمات (هاني عبد الكريم، ألحان: وليد سعد، توزيع: محمد مصطفى)
- (2017): ملكت الكون (كلمات: هاني الصغير، ألحان: خالد البكري، توزيع: خالد البكري)
- (2017): جرحي ماشفي (كلمات: مازن ظاهر، ألحان: فضل سليمان، توزيع: عمر صباغ)
- (2018): ما تخافش مني (كلمات: مأمون الشناوي، ألحان: د.طلال)
- (2020): كلام في سرك (كلمات: أمير طعيمة، ألحان: رامي جمال، توزيع: ياسر أنور)
- (2020): جريدة الرجل الثاني (كلمات: نزار قباني، ألحان: د.طلال، توزيع: ميشال فاضل)
- (2021): المعطف (كلمات: كريم العراقي، ألحان: د.طلال، توزيع: ميشال فاضل)
- (2021): ورحمة قلبي (كلمات: وليد غزالي، ألحان: مدين، كريم عبد الوهاب)
- (2024): الباشا ( كلمات: محمد أبو نعمة، وألحان: محمود خيامي)[17]

### أغاني مسلسلات
- (2015): بنتخلق، ذهاب وعودة
- (2008): صيد الريم
- (2021): أولاد الغول

### أغاني وطنية
- (2005):  الأردن - شعب الأردن
- (2008):  لبنان - عاشق لبنان
- (2008):  فلسطين - الظلم مهما يزول
- (2011):  تونس - الأرض الطيبة
- (2011):  تونس - إفرح يا شهيد
- (2012):  مصر - يا مصر
- (2012):  لبنان - يا بعلبك الله يحميكي
- (2018):  مصر - سلام يا دفعة
- (2018):  مصر - مصر ولادة
- (2018):  مصر - جينا جينا
- (2018):  تونس - تونس برجالها

### أغاني رياضية
قام صابر الرباعي بإعداد أغنية خاصّة بالمنتخب الوطني لكرة القدم تشجيعا منه للفريق بمناسبة كأس العالم 2018 في روسيا بعنوان "Allez allez la Tunisie Allez"

### أغاني دينية
في شهر رمضان للعام 2018 قدم صابر الرباعي ألبوما دينيا بعنوان (أناشيد الروح) يحتوي على 14 أغنية

### أوبريت
- (2000): أوبريت يا أمتي
- (2008): الضمير العربي
- (2011): بكرا
- (2020): لا مستحيلا
- (2020): إنت أقوى

## البرامج
- ذا فويس الموسم الأول - 2013 ومثله في الحلقة النهائية: قصي حاتم العراقي
- ذا فويس الموسم الثاني - 2014 ومثله في الحلقة النهائية: سيمور جلال
- ذا فويس الموسم الثالث - 2015 ومثله في الحلقة النهائية: حمزة فضلاوي [18]

## وصلات خارجية
- صابر الرباعي على موقع IMDb (الإنجليزية)
- صابر الرباعي على موقع قاعدة بيانات الأفلام العربية
- صابر الرباعي على موقع ميوزك برينز (الإنجليزية)
- صابر الرباعي على موقع أول ميوزيك (الإنجليزية)
- صابر الرباعي على موقع ديسكوغز (الإنجليزية)